# Amata tenera
Amata tenera är en fjärilsart som beskrevs av Hermann Stauder 1921. Amata tenera ingår i släktet Amata och familjen björnspinnare. Inga underarter finns listade i Catalogue of Life.